# 펜실베이니아 대학교 인류고고학 박물관

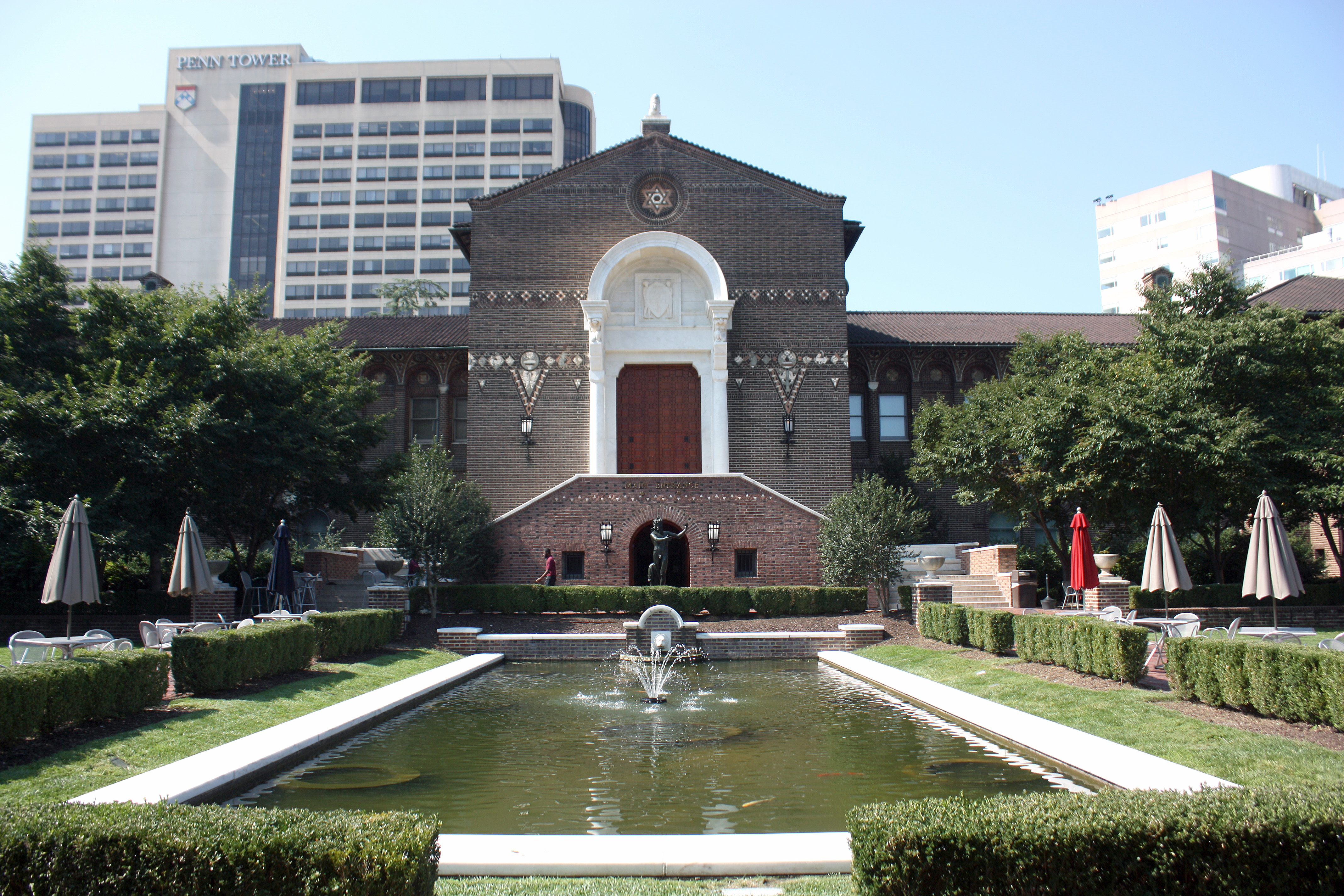
펜실베이니아 대학교 인류고고학 박물관

펜실베이니아 대학교 인류고고학 박물관(영어: University of Pennsylvania Museum of Archaeology and Anthropology)은 미국 펜실베이니아주 필라델피아에 위치한 펜실베이니아 대학교의 박물관이다.